# BloodPop
邁克爾·塔克（1990年8月15日—），藝名BloodPop（風格化為BloodPop®），是一名美國音樂製作人和詞曲作家。他出生於美國堪薩斯城，2017年8月，他發行了與贾斯汀·比伯合作的單曲《Friends》，同年12月也混音了美國創作歌手泰勒絲的歌曲《準備好了嗎》。